# Briefmarken-Jahrgang 1992 der Deutschen Bundespost
Der Briefmarken-Jahrgang 1992 der Deutschen Bundespost umfasste 60 Sondermarken. Die Dauermarkenserien Frauen der deutschen Geschichte und Sehenswürdigkeiten wurden in diesem Jahr mit zwei bzw. einer Marke fortgesetzt.
Alle seit dem 1. Januar 1969 ausgegebenen Briefmarken waren unbeschränkt frankaturgültig, es gab kein Ablaufdatum wie in den vorhergehenden Jahren mehr.
Durch die Einführung des Euro als europäische Gemeinschaftswährung zum 1. Januar 2002 wurde diese Regelung hinfällig.
Die Briefmarken dieses Jahrganges konnten allerdings bis zum 30. Juni 2002 genutzt werden. Ein Umtausch war noch bis zum 30. September in den Filialen der Deutschen Post möglich, danach bis zum 30. Juni 2003 zentral in der Niederlassung Philatelie der Deutschen Post AG in Frankfurt.

## Liste der Ausgaben und Motive
Legende
- Bild: Eine bearbeitete Abbildung der genannten Marke. Das Verhältnis der Größe der Briefmarken zueinander ist in diesem Artikel annähernd maßstabsgerecht dargestellt. Sollten keine Marken abgebildet sein, liegt es daran, dass das Urheberrecht des Künstlers noch nicht erloschen ist.
- Beschreibung: Eine Kurzbeschreibung des Motivs und/oder des Ausgabegrundes. Bei ausgegebenen Serien oder Blocks werden die zusammengehörigen Beschreibungen mit einer Markierung versehen eingerückt.
- Wert: Der Frankaturwert der einzelnen Marke in Pfennig. Ein „+“ bedeutet, dass es sich um eine Zuschlagsmarke handelt (= Frankaturwert + Spende).
- Ausgabedatum: Das Datum des erstmaligen Verkaufs dieser Briefmarke.
- Auflage: Soweit bekannt, wird hier die zum Verkauf angebotene Anzahl dieser Ausgabe angegeben.
- Entwurf: Soweit bekannt, wird hier angegeben, von wem der Entwurf dieser Marke stammt.
- Mi.-Nr.: Diese Briefmarke wird im Michel-Katalog unter der entsprechenden Nummer gelistet.

| Sondermarken | |                  |                       |             |                              |       |
| Bild         | Beschreibung | Werte in Pfennig | Ausgabe- datum (1992) | Auflage     | Entwurf                      | MiNr. |
|              | 2000 Jahre Koblenz Stadtwappen, Sockel des Kaiser-Wilhelm-Denkmals, Balduinbrücke, Silhouette von Koblenz                                                           | 60               | 9. Januar             | 31.076.000  | Jochen Bertholdt             | 1583  |
|              | 100. Geburtstag von Martin Niemöller (1892–1984) | 100              | 9. Januar             | 31.284.000  | Gerd Aretz                   | 1584  |
|              | 25 Jahre Hilfsorganisation terre des hommes Deutschland | 100              | 9. Januar             | 31.810.000  | Erna de Vries                | 1585  |
|              | Wappen der Länder der Bundesrepublik Deutschland - Wappen Baden-Württembergs                                                                                        | 100              | 9. Januar             | 31.235.000  | Ernst Jünger                 | 1586  |
|              | - Bayerisches Staatswappen | 100              | 12. März              | 32.000.000  | Ernst Jünger                 | 1587  |
|              | - Wappen Berlins | 100              | 11. Juni              | 29.660.000  | Ernst Jünger                 | 1588  |
|              | - Märkischer Adler, Wappen von Brandenburg | 100              | 16. Juli              | 31.200.000  | Ernst Jünger                 | 1589  |
|              | - Bremer Wappen | 100              | 13. August            | 32.550.000  | Ernst Jünger                 | 1590  |
|              | - Landeswappen Hamburg | 100              | 10. September         | 28.940.000  | Ernst Jünger                 | 1591  |
|              | Für den Sport Olympische Sommerspiele 1992 Barcelona und Olympische Winterspiele 1992 Albertville - Florett-Fechten der Damen                                       | 60+30            | 6. Februar            | 4.370.000   | Gerd Aretz                   | 1592  |
|              | - Achter (Rudern) | 80+40            | 6. Februar            | 4.310.000   | Gerd Aretz                   | 1593  |
|              | - Dressurreiten | 100+50           | 6. Februar            | 4.490.000   | Gerd Aretz                   | 1594  |
|              | - Ski alpin, Slalom der Herren | 170+80           | 6. Februar            | 4.300.000   | Gerd Aretz                   | 1595  |
|              | 100. Geburtstag von Arthur Honegger (1892–1955) | 100              | 6. Februar            | 32.250.000  | Fritz Lüdtke                 | 1596  |
|              | 75. Todestag von Ferdinand Graf von Zeppelin (1838–1917) Porträt vor seinem Luftschiff LZ 127                                                                       | 165              | 6. Februar            | 23.960.000  | Ernst Jünger                 | 1597  |
|              | 750 Jahre Kiel Stadtwappen und Hafenansicht mit Stadtsilhouette | 60               | 12. März              | 31.495.000  | Peter Korn                   | 1598  |
|              | 125. Jahrestag der Gründung des Zuckerinstituts in Berlin Zuckerrübe und drei Scherenschnitte von Andreas Sigismund Marggraf, Franz Carl Achard und Carl Scheibler  | 100              | 12. März              | 30.935.000  | Ernst Jünger                 | 1599  |
|              | 100. Todestag von Ernst Renz (1815–1892) Renz bei einer Pferdedressur in seinem Zirkus                                                                              | 100              | 12. März              | 29.110.000  | Erna de Vries                | 1600  |
|              | 25. Todestag von Konrad Adenauer (1876–1967) | 100              | 12. März              | 31.920.000  | Hans Günter Schmitz          | 1601  |
|              | Für die Jugend, gefährdete Nachtfalter - Purpurbär Rhyparia purpurata                                                                                               | 60+30            | 9. April              | 3.572.000   | Heinz Schillinger            | 1602  |
|              | - Labkrautschwärmer Hyles gallii | 70+30            | 9. April              | 3.480.000   | Heinz Schillinger            | 1603  |
|              | - Silbermönch Cucullia argentea | 80+40            | 9. April              | 3.468.000   | Heinz Schillinger            | 1604  |
|              | - Schwarzer Bär Arctia villica | 100+50           | 9. April              | 3.600.000   | Heinz Schillinger            | 1605  |
|              | - Rauschbeerenspanner Papilio machaon | 170+80           | 9. April              | 3.452.000   | Heinz Schillinger            | 1606  |
|              | 400. Geburtstag von Adam Schall von Bell (1592–1666) Porträt vor astronomischer Himmelsdarstellung und dem Symbol des Jesuitenordens                                | 140              | 9. April              | 30.150.000  | Hilmar Zill                  | 1607  |
|              | Europamarken, 500. Jahrestag der Entdeckung Amerikas durch Christoph Kolumbus - florentinischer Holzschnitt von 1493: Kolumbus’ Flotte landet an der Küste Amerikas | 60               | 7. Mai                | 58.835.000  | Erna de Vries                | 1608  |
|              | - Holzschnitt von Jacques le Moyne de Morgues von 1564: René Goulaine de Laudonnière und Häuptling Athore                                                           | 100              | 7. Mai                | 50.215.000  | Erna de Vries                | 1609  |
|              | 1250. Geburtstag des Heiligen Liudger (um 742–809) Miniatur aus der Vita Liudgeri, 11. Jahrhundert: Bischofsweihe des hl. Ludgerus, Apostel der Friesen und Sachsen | 100              | 7. Mai                | 31.490.000  | Holger Börnsen               | 1610  |
|              | 1250 Jahre Erfurt Erfurter Dom, Severikirche und Altstadthäuser von Erfurt                                                                                          | 60               | 7. Mai                | 31.240.000  | Peter Steiner                | 1611  |
|              | 500. Geburtstag von Adam Ries (um 1492–1559) Unterschrift und Initialen von Adam Ries und seine Darstellung der Neunerprobe                                         | 100              | 7. Mai                | 32.080.000  | Harry Scheuner               | 1612  |
|              | 150 Jahre Orden Pour le Mérite Der Orden Pour le Mérite für Wissenschaften und Künste                                                                               | 100              | 7. Mai                | 31.780.000  | Paul Effert                  | 1613  |
|              | Umweltschutz - Rettet den tropischen Regenwald | 100+50           | 11. Juni              | 4.687.000   | Sabine Wilhelm               | 1615  |
|              | 250. Geburtstag von Georg Christoph Lichtenberg (1742–1799) | 100              | 11. Juni              | 31.320.000  | Gerd Aretz                   | 1616  |
|              | Deutsche Malerei des 20. Jahrhunderts - Franz Marc Pferd in der Landschaft                                                                                          | 60               | 11. Juni              | 32.125.000  | Ernst Jünger                 | 1617  |
|              | - August Macke Modegeschäft | 100              | 11. Juni              | 30.270.000  | Ernst Jünger                 | 1618  |
|              | - Wassily Kandinsky Murnau mit Regenbogen | 170              | 11. Juni              | 27.400.000  | Ernst Jünger                 | 1619  |
|              | Welt-Hauswirtschafts-Konferenz, Hannover Symbol eines Hauses mit einer Weltkugel darin                                                                              | 100              | 16. Juli              | 28.730.000  | Paul Effert                  | 1620  |
|              | Familie schafft Zukunft Kinderzeichnung einer Familie | 100              | 16. Juli              | 29.530.000  | Joachim Rieß                 | 1621  |
|              | Natur- und Umweltschutz Botanischer Garten der Universität Leipzig                                                                                                  | 60               | 16. Juli              | 30.924.000  | W. P. Seiter                 | 1622  |
|              | 300. Geburtstag von Egid Quirin Asam (1692–1750) Mariä Himmelfahrt-Skulptur im Hochaltar der Stiftskirche im Kloster Rohr (Niederbayern)                            | 60               | 13. August            | 30.840.000  | Hans Detlefsen               | 1624  |
|              | 250 Jahre Deutsche Staatsoper Berlin | 80               | 13. August            | 25.690.000  | Ernst Jünger                 | 1625  |
|              | 100 Jahre Bund Deutscher Amateurtheater Schauspieler im Theater | 100              | 13. August            | 27.410.000  | Peter Steiner                | 1626  |
|              | 500 Jahre Erdglobus Martin Behaims Erdapfel | 60               | 10. September         | 29.460.000  | Heinz Schillinger            | 1627  |
|              | 225 Jahre Schmuck- und Uhrenindustrie in Pforzheim Anhänger, um 1890 vor Teil einer Uhr, 1990                                                                       | 100              | 10. September         | 28.760.000  | Annegret Ehmke               | 1628  |
|              | 100. Geburtstag von Werner Bergengruen (1892–1964) Porträt Bergengrüns nach einer Zeichnung von Hanny Fries                                                         | 100              | 10. September         | 29.600.000  | Elisabeth von Janota-Bzowski | 1629  |
|              | Eröffnung des Main-Donau-Kanals Neue Holzbrücke bei Essing | 100              | 10. September         | 29.390.000  | Heinz Schillinger            | 1630  |
|              | Wohlfahrtsmarken 1992: Uhren aus deutschen Sammlungen - Türmeruhr um 1400                                                                                           | 60+30            | 15. Oktober           | 12.587.000  | Heinz Schillinger            | 1631  |
|              | - Astronomisch-geographische Stutzuhr 1738 | 70+30            | 15. Oktober           | 6.908.000   | Heinz Schillinger            | 1632  |
|              | - Flötenuhr um 1790 | 80+40            | 15. Oktober           | 12.702.000  | Heinz Schillinger            | 1633  |
|              | - Figurenuhr um 1580 | 100+50           | 15. Oktober           | 19.615.000  | Heinz Schillinger            | 1634  |
|              | - Tischuhr um 1550 | 170+80           | 15. Oktober           | 6.388.000   | Heinz Schillinger            | 1635  |
|              | 100 Jahre Verband Deutscher Maschinen- und Anlagenbau (VDMA) Ottomotor, Zahnrad, LED-Matrix und Laserstrahl                                                         | 170              | 15. Oktober           | 17.810.000  | Fritz Lüdtke                 | 1636  |
|              | 50. Todestag von Hugo Distler (1908–1942) Porträt vor seinem Choral Wir danken dir, Herr Jesu Christ                                                                | 100              | 15. Oktober           | 29.790.000  | Ursula Maria Kahrl           | 1637  |
|              | Tag der Briefmarke - Gasballon, Ballonpost der Deutschen Militärluftschiffer, um 1900                                                                               | 100              | 15. Oktober           | 29.850.000  | Ernst Kößlinger              | 1638  |
|              | Weihnachtsmarke 1992, Details aus dem Reliefzyklus der Empore des St.-Annen-Kirche von Franz Maidburg - Anbetung der Könige                                         | 60+30            | 5. November           | 7.775.000   | Annegret Ehmke               | 1639  |
|              | - Christi Geburt | 100+50           | 5. November           | 12.522.000  | Annegret Ehmke               | 1640  |
|              | 250. Geburtstag von Gebhard Leberecht von Blücher (1742–1819) Der preußische Generalfeldmarschall Fürst Blücher z Pferde, Gemälde von Simon Meister                 | 100              | 5. November           | 29.651.000  | Elisabeth von Janota-Bzowski | 1641  |
|              | 100. Todestag von Werner von Siemens (1816–1892) | 100              | 5. November           | 29.830.000  | Margit Zauner                | 1642  |
|              | 50. Todestag von Jochen Klepper (1903–1942) | 100              | 5. November           | 27.400.000  | Gerd Aretz                   | 1643  |
|              | Europäischer Binnenmarkt Europa-Emblem und fünfzackiger EU-Stern, gebildet aus Stäben                                                                               | 100              | 5. November           | 30.520.000  | Hans Günter Schmitz          | 1644  |
| Dauermarken  | |                  |                       |             |                              |       |
| Bild         | Beschreibung | Werte in Pfennig | Ausgabe- datum (1992) | Auflage     | Entwurf                      | MiNr. |
|              | Dauermarkenserie: Frauen der deutschen Geschichte - Charlotte von Stein                                                                                             | 400              | 9. Januar             | 190.421.000 | Gerd Aretz                   | 1582  |
|              | - Hedwig Courths-Mahler | 450              | 11. Juni              | 70.408.000  | Gerd Aretz                   | 1614  |
|              | Dauermarkenserie: Sehenswürdigkeiten - Neues Tor, Neubrandenburg | 450              | 13. August            | 161.989.000 | Sibylle und Fritz Haase      | 1623  |